# Contrat nommé
Dans les droits de tradition civiliste, un contrat nommé est un contrat qui est nommé dans le Code civil et qui est régi par des règles contractuelles spécifiques, par opposition à un contrat innommé qui n'est pas nommé dans le Code et qui est gouverné par les règles générales du droit des obligations.

## Droit par pays

### France
Le contrat nommé est un contrat d'usage courant ; pour cette raison, il est qualifié et réglementé par la loi (vente, bail, dépôt, assurance...). Le contrat nommé est présenté à l'article 1105 du Code Civil (anciennement article 1107 avant la réforme du droit des contrats par l'ordonnance n• 2016-131 du 10 février 2016).
Les contrats nommés ont un nom et sont connus par la loi qui fixe leur régime juridique et les organise.
Des parties à un contrat nommé qui n'auraient pas détaillé leurs engagements vont alors pouvoir se référer au Code Civil qui viendra y suppléer.
Ce type de contrat se retrouve dans le domaine du droit civil et dans le droit commercial.
On oppose les contrats nommés aux contrats innommés.

### Québec (Canada)
En droit québécois, il y aurait 18 contrats nommés dans le Code civil du Québec selon le professeur Pascal Fréchette de l'Université de Sherbrooke. Parmi les principaux contrats nommés, il y a la vente, le louage, le mandat et l'assurance.